# Sędziszów Małopolski
Sędziszów Małopolski este un oraș în Polonia.